# Verzorgingsplaats Haerst
Verzorgingsplaats Haerst is een Nederlandse verzorgingsplaats en tankstation gelegen aan de A28 Groningen-Utrecht, tussen afritten 22 en 21. Bij deze verzorgingsplaats is een tankstation van Shell aanwezig.
Aan de overzijde van de weg, in de richting Utrecht-Groningen, ligt verzorgingsplaats De Markte.

## Achtergronden
Ten westen van de A28 ligt de buurtschap Haerst, ten oosten het poldergebied de Haerstermarkte (tegenwoordig Hessenpoort). De verzorgingsplaats heeft zijn naam hieraan te danken. De verzorgingsplaats kwam samen met de aanleg van de A28 in 1970 gereed. De A28 is ter plekke aangelegd over een gedempt kanaal. De oude rijksweg die parallel loopt aan de A28 is om de verzorgingsplaats heen gebogen. Sinds de opening is er weinig aan de situatie veranderd, behalve de verbreding van de A28 in 2010 en 2011 naar 2x3 rijstroken. Bij de verzorgingsplaats ligt een viaduct over de A28 waarover de Haersterbroekweg voor lokaal verkeer loopt. De verzorgingsplaats kent een Shell tankstation en 13 parkeerplaatsen voor vrachtwagens en is omzoomd met een smalle strook bebossing.
Richting Groningen: Vanenburg · Dasselaar · Leuvenhorst · Willemsbos · De Kraaienberg · Bornheim · De Markte · Dekkersland · Lageveen · Smalhorst · Peelerveld · Glimmermade
Richting Utrecht: Witte Molen · Zeijerveen · De Mussels · Panjerd · Haerst ·  't Loo · Vosbergen · De Haere · Hendriksbos · Drielander · Oldenaller · Hooglanderveen